# CONCACAF Nations League 2026/27
Die CONCACAF Nations League 2026/27 wird die fünfte Spielzeit des internationalen Fußball-Wettbewerbs für Männer-Nationalmannschaften der CONCACAF sein. Die Gruppenphase und das Viertelfinale sollen von September bis November 2026 ausgespielt werden. Im März 2027 werden die vier Sieger des Viertelfinals in einer Endrunde den Turniersieger ermitteln.

## Modus

### Gruppenphase
Falls der Modus sich gegenüber der Spielzeit 2024/25 nicht verändert, wird die Gruppenphase wieder in drei Ligen (Divisionen) gespielt werden. Die oberste Liga besteht weiterhin aus zwei Gruppen mit je sechs Nationalmannschaften, die mittlere Liga aus vier Gruppen mit je vier Mannschaften und die unterste Liga aus drei Gruppen mit je drei Mannschaften. Innerhalb der Ligen werden die Teams anhand ihrer Position im CONCACAF Ranking Index in verschiedene Töpfe eingeteilt. Die im Index vier besten Mannschaften aus der höchsten Division werden nicht an der Gruppenphase teilnehmen, sondern sind direkt für das Viertelfinale gesetzt.
Während der Gruppenphase werden die zwölf Teilnehmer der höchsten Liga voraussichtlich zwischen September und Oktober 2026 insgesamt vier Spiele (zwei Heim- und zwei Auswärtsspiele) gegen ihre Gruppengegner austragen. Die Mannschaften in den anderen beiden Ligen werden voraussichtlich von September bis November 2026 jeweils zweimal gegen alle anderen Gruppengegner antreten. Die Gruppensieger der unteren beiden Divisionen und der beste Zweite aus Liga C sollen für die nächste Austragung jeweils in die nächsthöhere Liga aufsteigen, die Gruppenletzten der oberen beiden Ligen und die Gruppenvorletzten aus Liga A jeweils absteigen.

### Viertelfinale und Endrunde
Falls der Modus gleich bleibt sind für das Viertelfinale die vier im Ranking Index besten Mannschaften aus der höchsten Division automatisch gesetzt. Ebenfalls dafür qualifizieren werden sich die jeweiligen Gruppenersten und -zweiten aus Liga A. Diese werden dann den vier gesetzten Mannschaften zugelost. Das Viertelfinale soll im November 2026 mit Hin- und Rückspiel ausgetragen werden.
Die vier Sieger des Viertelfinals werden sich für die Endrunde (auch Nations League Finals genannt) qualifizieren, in der sie im K.-o.-System untereinander den Sieger der CONCACAF Nations League 2026/27 ausspielen werden. Die Endrunde soll im März 2027 im SoFi Stadium in Inglewood stattfinden und soll aus zwei Halbfinals, dem Spiel um Platz 3 und dem Finale bestehen.

## Ligeneinteilung
| Liga A | Liga B | Liga C |
| --- | --- | --- |
| - Costa Rica - Curaçao (N) - Dominikan. Republik (N) - El Salvador (N) - Guatemala - Haiti (N) - Honduras - Jamaika - Kanada - Martinique - Mexiko (TV) - Nicaragua - Panama - Suriname - Trinidad u. Tobago - Vereinigte Staaten | - Barbados (N) - Belize (N) - Bermuda - Bonaire - Cayman Islands (N) - Dominica - Franz.-Guyana (A) - Grenada - Guadeloupe (A) - Guyana (A) - Kuba (A) - Puerto Rico - Sint Maarten - St. Kitts u. Nevis (N) - St. Lucia - St. Vincent u. d. Grenadinen | - Amerik. Jungferninseln - Anguilla - Antigua u. Barbuda (A) - Aruba (A) - Bahamas - Britische Jungferninseln - Montserrat (A) - Saint-Martin (A) - Turks- u. Caicosinseln |